# Anahita

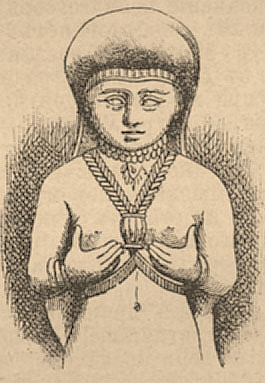
Anahita

Anāhitā, (= "la pura" in persiano antico) è un attributo utilizzato per alcune divinità persiane. Anahiti, in greco "Anaitis", persiano medio "Anāhīd"  e moderno "Nāhīd"  è il nome della dea del pianeta Venere, venerata dai Medi e dai Persiani occidentali prima che adottassero lo zoroastrismo. Il suo culto, quindi, era parallelo a quello babilonese di Ištar. Successivamente si sovrappose largamente a quello della dea indo-iranica dei fiumi e delle acque limpide Arədvī Sūrā (o Ardwīsūr in persiano medio), detta anch'essa "Anāhitā" o in persiano medio "Anāhīd". Essa corrisponde alla divinità Vedica Sarasvati ("colei che possiede le acque"). Il termine sconosciuto "arədvī" dovrebbe significare per motivi etimologici "umida", "piovosa", mentre "sūrā" è un aggettivo che significa "forte", "potente".

## Il culto achemenide
Secondo Mary Boyce i persiani occidentali cominciarono probabilmente a venerare il brillante pianeta Venere e a identificarlo con Ištar, la dea mesopotamica dell'amore e della guerra, quando si installarono nel territorio degli Elamiti. Il culto si radicò così profondamente da sopravvivere alla conversione allo zoroastrismo, la religione dei persiani orientali, ricca di affinità con la religione indiana dei Veda.
Il re Artaserse II di Persia fu il primo achemenide a introdurre ufficialmente il suo culto nello zoroastrismo, invocando il suo nome nelle sue iscrizioni (A2Sa, A2Sd, A2Ha), accanto a quello di Ahura Mazdā e di Mitra e in sostituzione di Apam Napat, il "figlio delle acque", forse corrispondente a Varuṇa e tradizionalmente abbinato a Mitra. Secondo il sacerdote babilonese Berosso Artaserse II "Mnémon" (il "sollecito") innalzò statue ad "Afrodite Anaitis" in molte città fra cui Babilonia, Susa, Ecbatana, Persepoli, Bactra, Damasco e Sardi. Nessuna icona certa di Anaitis è giunta sino a noi. Anche il cosiddetto Tempio di Anahita a Kangavar sembra essere un edificio di tarda età sassanide e non un tempio achemenide (il tempio di "Afrodite/Anaitis" a "Concobar", menzionato da Isidoro Caraceno), come frettolosamente affermato dagli archeologi, che condussero le prime campagne di scavo.

## Il culto mazdeo
L'imposizione di un culto estraneo fu ottenuta assimilandolo a quello della Yazatā Arədvī Sūrā Anāhitā, cui è dedicato il quinto yašt dell'Avestā, il più lungo e meglio conservato, detto Ābān Yašt. Essa era la "signora delle acque incontaminate", la loro dea, ma anche la loro sorgente e il fiume mitologico che circondava la terra alimentando gli oceani. Le descrizioni contenute nell'inno sono all'origine dell'iconografia, in cui spesso appare in un mantello di pelli di castoro coperto di gioielli, con scarpette e copricapo dorati e adornata di collana e orecchini. In altre occasioni viene descritta come colei che governa gli eventi meteorologici (vento, nubi, pioggia, grandine), viaggiando intorno al mondo su un cocchio trainato da quattro cavalli bianchi.
In pratica nella liturgia si continuarono a utilizzare le invocazioni dell'Avesta alla dea delle acque pure, ma nel linguaggio popolare essa era chiamata "Anāhīd ī Bānū", la "signora Anaitis". "Signora della Luce Risplendente", infatti, era l'appellativo tradizionale di Ishtar con riferimento a Venere, pianeta della sera..
I riti di devozione e invocazione prevedevano offerte di rami verdi e di giovenche bianche. 
I suoi simboli erano la colomba e il pavone. Secondo alcune fonti era la madre di Mitra nella religione misterica del mitraismo, altre fonti invece la indicano non come madre ma come consorte di Mitra.